# Райт, Джош
Джо́ш Райт (англ. Josh Wright; родился 6 ноября 1989 года в Лондоне, Англия) — английский футболист, полузащитник клуба «Эббсфлит Юнайтед»

## Карьера

### Клубная

#### Начало
Джош Райт родился в Бетнал-Грин, одном из районов Лондона и начал футбольную карьеру в «Чарльтон Атлетик», с которым в апреле 2007 года подписал двухлетний профессиональный контракт. Перед тем как присоединиться к академии «Чарльтона» в 16-летнем возрасте, он учился в школах в Чигвелле и Лоутоне.

#### Аренды
В августе 2007 года он отправляется в аренду в «Барнет». После успешной аренды, в которой он забил свой первый гол в матче против «Стокпорт Каунти» и был назван болельщиками лучшим футболистом ноября, игрок вернулся в «Чарльтон Атлетик». Через месяц он был снова взят в аренду «Барнетом», уже до конца сезона 2007/08.
19 сентября 2008 года Райт был взят в месячную аренду в «Брентфорд». Аренда была продлена, но вскоре Алан Пардью решил отозвать игрока из-за большого количества травм в основном составе. 25 октября 2008 года он совершил дебют за основной состав «Чарльтона» в матче против «Бернли», завершившимся ничьей 1:1. Затем, в марте 2009 года футболист присоединился на правах аренды к «Джиллингему», где находился до конца сезона.
Впервые за «джиллс» Райт сыграл 4 апреля 2009 года в матче против «Барнета», проигранном со счетом 2:0. Полузащитник подал угловой, с которого Саймон Джексон забил гол в финале плей-офф Лиги 2, что позволило «Джиллингему» выйти в Первую лигу.

#### «Сканторп Юнайтед»
В июле 2009 года был подписан «Сканторп Юнайтед». Забил свой первый гол за «айронс» в матче Кубка Футбольной лиги против Манчестер Юнайтед 22 сентября 2010 года. Райт был одним из 7 футболистов «Сканторп Юнайтед», отпущенных из клуба в качестве свободных агентов в мае 2011 года.

#### «Миллуолл»
После ухода из «Сканторпа», Райт получил травму, что помешало игроку найти новый клуб в межсезонье, но в ноябре 2011 он был подписан «Миллуоллом» после успешного просмотра. Первоначально Райт подписал краткосрочный контракт рассчитанный до конца январского трансферного окна 2012. Первый матч в новом клубе состоялся 3 января, когда игрок вышел на замену вместо Наджима Абду. Позже клуб продлил соглашение до конца сезона. 25 февраля футболист забил свой первый гол за «Миллуолл» в матче с «Бёрнли». Этот удар, нанесенный с 27 метров, был признан болельщиками голом сезона. В конце сезона Райт подписал трехлетний контракт со «Львами».

### В сборной
Райт дебютировал в составе Сборной Англии (до 16 лет) марте 2005 года в матче с Японией. Он также выступал в категориях до 17, 18 и 19 лет. В нескольких матчах выходил в качестве капитана U17 и U16.

## Статистика выступлений
| Клуб             | Сезон            | Чемпионат | Чемпионат | Кубок Англии | Кубок Англии | Кубок лиги | Кубок лиги | Трофей лиги | Трофей лиги | Итого | Итого |
| Клуб             | Сезон            | Игры      | Голы      | Игры         | Голы         | Игры       | Голы       | Игры        | Голы        | Игры  | Голы  |
| ---------------- | ---------------- | --------- | --------- | ------------ | ------------ | ---------- | ---------- | ----------- | ----------- | ----- | ----- |
| Барнет           | 2007/08          | 32        | 1         | 3            | 0            | 0          | 0          | 0           | 0           | 35    | 1     |
| Брентфорд        | 2008/09          | 5         | 0         | 0            | 0            | 0          | 0          | 1           | 0           | 6     | 0     |
| Чарльтон Атлетик | 2008/09          | 2         | 0         | 1            | 0            | 0          | 0          | 0           | 0           | 3     | 0     |
| Джиллингем       | 2008/09          | 8         | 0         | 0            | 0            | 0          | 0          | 0           | 0           | 8     | 0     |
| Сканторп Юнайтед | 2009/10          | 35        | 0         | 2            | 0            | 4          | 0          | 0           | 0           | 41    | 0     |
| Сканторп Юнайтед | 2010/11          | 36        | 0         | 1            | 0            | 3          | 1          | 0           | 0           | 40    | 1     |
| Миллуолл         | 2011/12          | 18        | 1         | 2            | 0            | 0          | 0          | 0           | 0           | 21    | 1     |
| Миллуолл         | 2012/13          | 24        | 0         | 1            | 0            | 1          | 0          | 0           | 0           | 26    | 0     |
| Всего за карьеру | Всего за карьеру | 160       | 2         | 10           | 0            | 8          | 1          | 1           | 0           | 180   | 3     |